# Regiostudies
Regiostudies zijn multidisciplinaire studies die een regio onderzoeken. Het onderzoeken van deze gebieden gaat meestal verder dan de taal alleen. Vakgebieden die gebruikt worden zijn cultuur, geschiedenis, economie, rechten, politicologie en sociologie. Voorbeelden van regiostudies zijn Europese studies, Amerikanistiek, Aziëstudies, Afrikastudies en Latijns-Amerika studies.
Regiostudies vallen meestal onder de geesteswetenschappen of maatschappijwetenschappen.